# Trädgårdsgatan, Stockholm

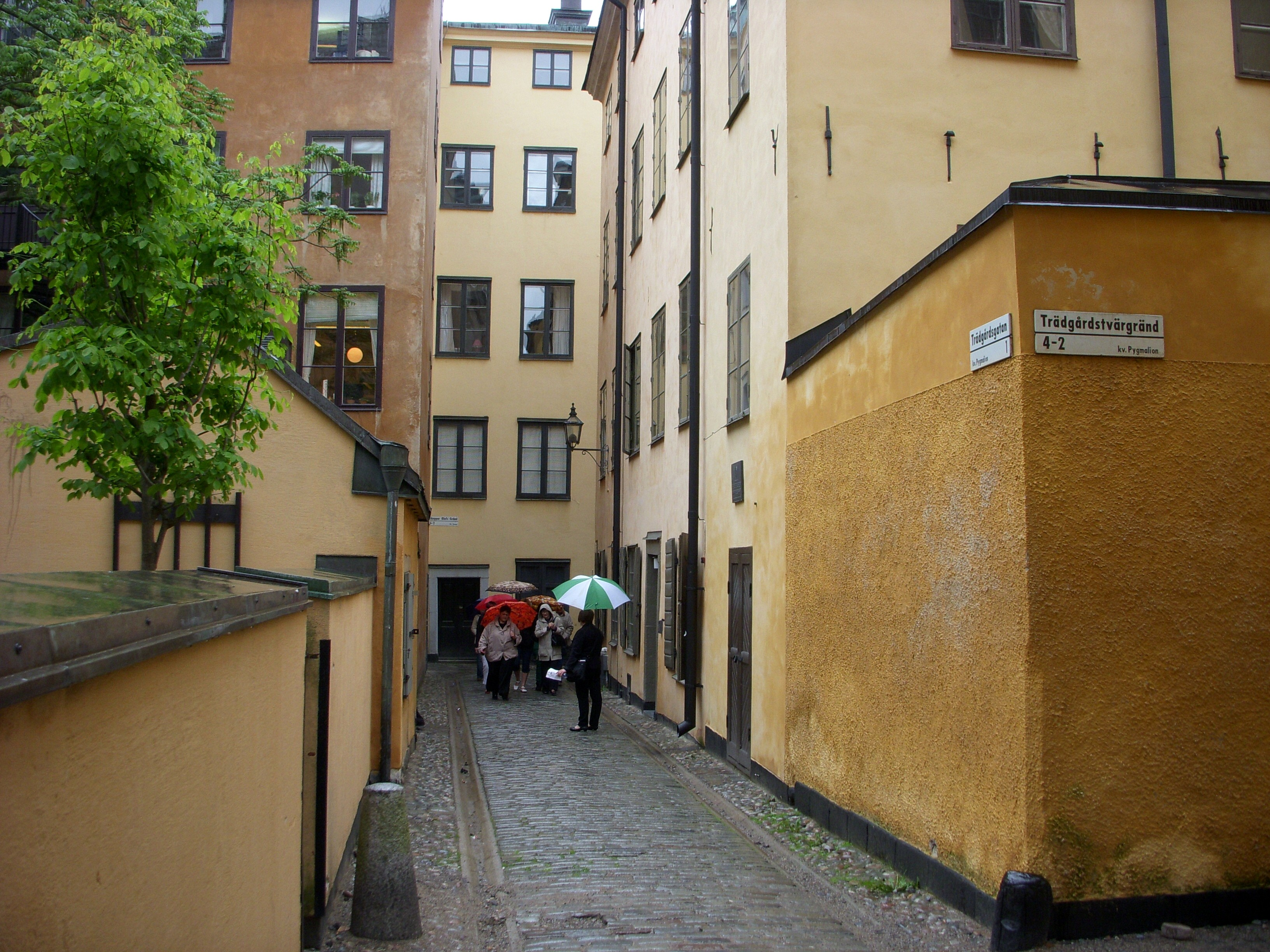
Trädgårdsgatan, vy mot öst, till vänster ligger Bollhustäppan, juni 2009.

Trädgårdsgatan är en gata i Gamla stan i Stockholm. Gatan sträcker sig parallellt med och norr om Köpmangatan mellan Källargränd och Skeppar Olofs gränd. Norr om Trädgårdsgatan ligger Bollhustäppan.
Trädgårdsgatan anlades redan på 1400-talet genom ett område som bestod av trädgårdar, bland annat den kungliga köksträdgården. 1489 har den namnet Norra Gränden och efter 1620-talet kallas den Trädgårdsgränden. Söder om Trädgårdsgränden uppstod kvarteren Phaeton och Pygmalion och mellan dessa anlades Trädgårdstvärgränd som en förbindelse med Köpmangatan. Under en kort period på 1700-talets slut och 1800-talets början kallades Trädgårdsgatan för Polisgränd. Detta berodde på att polisen under denna tid hade lokaler i Tessinska palatset med en entré från Trädgårdsgatan.
I kvarteret Pygmalion bodde “den svenska juridikens fader”, Johan Stiernhöök till sin död 1675. En minnestavla på husfasaden, som sattes upp 1996 av Institutet för rättshistorisk forskning, påminner om detta faktum.